# 赤いオーケストラ
赤いオーケストラ（あかいオーケストラ、ドイツ語: Die Rote Kapelle）は、ナチス・ドイツ占領下のヨーロッパに存在した、ソビエト連邦に情報を流していた共産主義者のスパイ網に対してゲシュタポが名付けた名称。

## 概要
対スパイ部署では、スパイの無線交信を音楽演奏になぞらえ、楽団、ミュージックボックス、スパイをミュージシャンという隠語を用いた。

### 赤いオーケストラ
ゲーリングの航空省に設けられていたゲーリング調査局という、曖昧な名称に偽装された盗聴機関に巣くっていたハロ・シュルツェ＝ボイゼングループと占領下フランスで活動していたレオポルド・トレッペルグループが該当する。このグループには国防軍最高司令部で最年少だったホルスト・ハイルマンやドイツ経済省上級参事官のアルヴィト・ハルナックなどがいた。研究書のいくつかではドイツ語の Kapelle が英語で chapel と band の二つの意味があることから「赤い礼拝堂」と誤訳されている場合がある。

### 黒いオーケストラ
ゲシュタポは陸軍内部の反ヒトラー組織を黒いオーケストラと呼んだ。この組織は、暗号名ルーシーことルドルフ・レスラー（Rudolf Rößler）が率いていたスイスに本拠を置く反独組織ルーシー・スパイ網（Lucy spy ring）を介してGRUのサンドロ・ラド(en)に繋がっていた。特に独ソ戦緒戦のバルバロッサ作戦での貢献で知られているが、諜報活動で得た情報は活用されず、結果的にはソ連が戦略的に大敗した。

## 文献

### 赤いオーケストラ
- Perrault, Gilles (1967). L'orchestre rouge. Paris: Fayard. ISBN 9782213023885。

　（邦訳, ジル・ペロオ『赤いオーケストラ』鈴木豊（訳）、潮出版社、1974年）
- Leopold Trepper : Die Wahrheit: Autobiographie des 'Grand Chef' der Roten Kapelle,(1975) ISBN 3-463-00643-X, (1995) ISBN 978-3894845544

　（邦訳, レオポルド・トレッペル『ヒトラーが恐れた男』堀内一郎（訳）、三笠書房、1978年）
- Alexander S. Blank : Rote Kapelle gegen Hitler,Verlag Nation Berlin（旧東ドイツ政府系出版社）, 1979
- V. E. Tarrant : The Red Orchestra, Wiley, 1996, ISBN 978-0471134398

### 黒いオーケストラ
- Pierre Accore / Pierre Quet : Moskau wusste alles（モスクワはすべて知っていた）, Schweizer Verlagshaus AG, Zürich, 1966

　（邦訳, ピエール・アコス/ピエール・クェト『史上最大のスパイ事件』榊原晃三（訳）、三崎書房、1970年、原著フランス語からの翻訳であるが、ドイツ事情に不明な翻訳者か誤訳が数多く見られる。同書のドイツ語訳が上記の書である。）
- Sandor Rado : Dora meldet, Militärverlag der deutschen Demokratischen Republik（旧東ドイツ軍事出版社） , 1974
- ブルース・オーマン『暗号戦－敵の最高機密を解読せよ！』寺井義守（訳）、サンケイ新聞社出版局、1975年、14章「ソ連を救った諜報員・ルーシー」
- アンソニー・リード/ディヴィッド・フィッシャー『スパイ軍団＜ルーシイ＞を追え』井上寿郎（訳）、サンケイ出版、1982年